# Abdulla Al-Zaabi
Abdulah Ali Abdulla Alaajel Al-Zaabi (født 1978) er en emiratisk fodbolddommer. Han dømte under kvalifikationen til AFF Suzuki Cup 2012.